# Gandrimen
Der Gandrimen (norwegisch) ist ein 26 km langer und vereister Gebirgskamm im ostantarktischen Königin-Maud-Land. Im Gebirge Sør Rondane erstreckt er sich westlich des Tussebreen. Zu ihm gehören die Nunatakker Gandfluga, Bergekongen und Bergtussen.
Wissenschaftler des Norwegischen Polarinstituts benannten ihn 1973 nach der Bezeichnung Gand für Zaubersprüche der Samen.